# Корнеев, Захарий Яковлевич
Заха́рий Я́ковлевич (Эммануилович) Корне́ев (1748—1828) — первый гражданский губернатор Минска и Минской губернии (1796—1806), впоследствии попечитель Харьковского учебного округа (1817—1822), писатель. Сенатор, тайный советник с 1802 года.

## Биография
Захарий Яковлевич Корнеев (по др. данным — «Карнеев») — состоял в военной службе с 1775 года. Известный в своё время масон. В 1775 году он был отправлен к некрасовским казакам, для возвращения их в русское подданство.
В 1782 году был назначен директором экономии (то есть членом казённой палаты) в Курское наместничество. В 1785 году назначен Орловским вице-губернатором.
В январе 1793 года Минск (в составе центральной части Белоруссии) был присоединён к Российской империи в результате 2-го раздела Речи Посполитой, и 3 апреля того же года стал центром новой Минской губернии. И в 1796 году Корнеев стал первым губернатором в Минске.
В 1805 году, благодаря попечению губернатора Корнеева, был основан губернаторский сад (названный впоследствии городским; сегодня — парк им. Максима Горького). В то же время было положено основание и другому скверу, получившему в 1870 году название Александровского. При нём началась перепланировка Минска. Главная магистральная улица Минска, проложенная ещё в середине XVI века, как участок Московско-Венского почтового тракта, при Корнееве была перепланирована и названа в его честь Захарьевской. Сегодня это главный и центральный проспект Минска — Проспект Независимости, длиной около 15 км.
Пожалован дворянским гербом 21 декабря 1802 года.
В 1808 году З. Я. Корнеев был назначен сенатором, а в 1810 году — членом Государственного совета.
В 1810 году был восприемником сына В. Я. Джунковского — Александра.
В 1815 году, по предложению князя А. Н. Голицына Корнеев стал одним из вице-президентов российского библейского общества. В 1817 году Голицын назначил его попечителем Харьковского учебного округа.

## Труды
Источник — Электронные каталоги РНБ
- Карнеев З. Я. Мысли, излиявшиеся при чтении молитвы Господней: Отче наш. — СПб.: тип. Акад. наук, 1814. — 23 с. — (авт. установлен по статье Б. Модзалевского «Лабзин» в Русском биогр. словаре).
- Карнеев З. Я. Мои понятия о символе веры : Сочинение автора мыслей, излиявшихся при молитве Отче наш. — СПб.: печ. при Имп. Акад. наук, 1814. — 46 с. — (автор устан. по изд.: Масанов. Словарь псевдонимов. — Т. 1. — М., 1956).

Переписка с Карнеевым князя А. Н. Голицына и А. Ф. Лабзина напечатана в «Русском Архиве» (1892, № 12 и 1833, № 5).

## Галерея

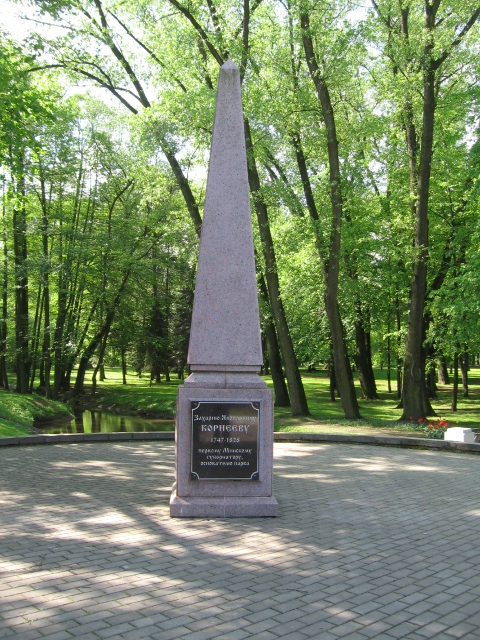
Памятник З. Я. Корнееву в парке Горького, Минск
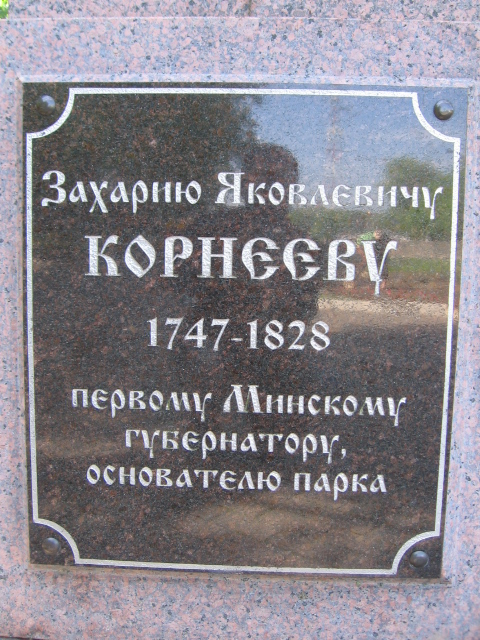
Табличка на памятнике в парке Горького, Минск
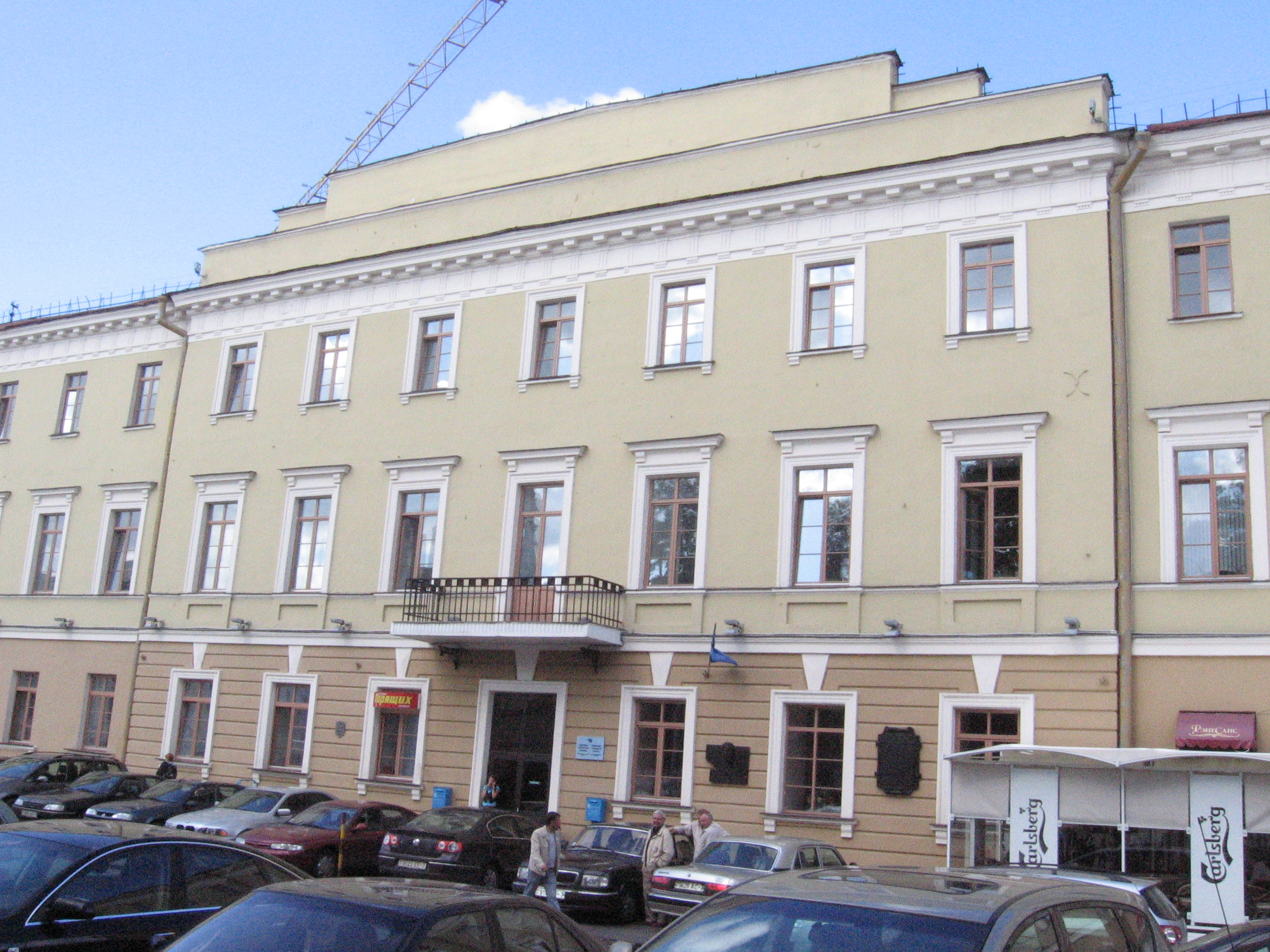
Здание минской гимназии, открытой при Корнееве в 1803 г.